# Maeve Kyle
Maeve Kyle (Condado de Kilkenny, Estado Libre Irlandés, 6 de octubre de 1928-23 de julio de 2025) fue una atleta irlandesa especialista en carrera de velocidad y en carrera de media distancia.

## Carrera
| Año                               | Evento                                  | Sede                       | Posición                | Evento                  | Tiempo                  |                         |                         |                         |                         |                         |                         |
| Representando a Irlanda           | Representando a Irlanda                 | Representando a Irlanda    | Representando a Irlanda | Representando a Irlanda | Representando a Irlanda | Representando a Irlanda | Representando a Irlanda | Representando a Irlanda | Representando a Irlanda | Representando a Irlanda | Representando a Irlanda |
| --------------------------------- | --------------------------------------- | -------------------------- | ----------------------- | ----------------------- | ----------------------- | ----------------------- | ----------------------- | ----------------------- | ----------------------- | ----------------------- | ----------------------- |
| 1956                              | Summer Olympics                         | Melbourne, Australia       |                         | 100m                    | 12.3                    |                         |                         |                         |                         |                         |                         |
| 1956                              | Summer Olympics                         | Melbourne, Australia       |                         | 200m                    | 26.4                    |                         |                         |                         |                         |                         |                         |
| 1960                              | Summer Olympics                         | Roma, Italia               |                         | 100m                    | 12.59                   |                         |                         |                         |                         |                         |                         |
| 1960                              | Summer Olympics                         | Roma, Italia               |                         | 200m                    | 25.06                   |                         |                         |                         |                         |                         |                         |
| 1962                              | European Championships                  | Belgrado, Yugoslavia       | 6.º                     | 400m                    | 57.5                    |                         |                         |                         |                         |                         |                         |
| 1962                              | European Championships                  | Belgrado, Yugoslavia       |                         | 800m                    | 2:13.0 RN               |                         |                         |                         |                         |                         |                         |
| 1964                              | Summer Olympics                         | Tokio, Japón               | Semifinales             | 400m                    | 55.3                    |                         |                         |                         |                         |                         |                         |
| 1964                              | Summer Olympics                         | Tokio, Japón               | Semifinales             | 800m                    | 2:11.3                  |                         |                         |                         |                         |                         |                         |
| 1966                              | European Indoor Athletics Championships | Dortmund, Alemania Federal | 3.º                     | 400m                    | 57.3                    |                         |                         |                         |                         |                         |                         |
| 1966                              | European Athletics Championships        | Budapest, Hungría          |                         | 400m                    | 55.4                    |                         |                         |                         |                         |                         |                         |
| 1966                              | European Athletics Championships        | Budapest, Hungría          |                         | 800m                    | 2:13.2                  |                         |                         |                         |                         |                         |                         |
| Representando a Irlanda del Norte |                                         |                            |                         |                         |                         |                         |                         |                         |                         |                         |                         |
| 1958                              | Commonwealth Games                      | Cardiff, Gales             |                         | 100y                    | 11.4                    |                         |                         |                         |                         |                         |                         |
| 1958                              | Commonwealth Games                      | Cardiff, Gales             |                         | 220y                    | 25.7                    |                         |                         |                         |                         |                         |                         |
| 1958                              | Commonwealth Games                      | Cardiff, Gales             | 6.º                     | Relevo 4x100y           | 50.3                    |                         |                         |                         |                         |                         |                         |
| 1970                              | Commonwealth Games                      | Edimburgo, Escocia         | 8.º                     | 400m                    | 55.7                    |                         |                         |                         |                         |                         |                         |
| 1970                              | Commonwealth Games                      | Edimburgo, Escocia         | 7.º                     | Relevo 4x100m           | 46.7                    |                         |                         |                         |                         |                         |                         |

## Distinciones
- Orden del Imperio Británico en 2008.[19]
- Doctorado Honorífico de la Universidad de Ulster en 2006.[20]